# Жіноча драматургія США
Жіноча драматургія США — сукупність п'єс американських письменниць для театру, які отримали національне визнання і були реалізовані через виконання театрального дійства на останньому етапі успіху — на сценах Бродвею. Жінки-драматурги США (англ. American women playwrights) — когорта драматургинь зі Сполучених Штатів Америки, твори яких здобули популярність на батьківщині та за кордоном.
- Жінки-драматурги ХІХ ст.
- Жінки-драматурги XX ст.
- Афро-американські жінки-драматурги

## Персоналії
Анна Кора Моуетт, Еліс Гернстенберг, Ліліан Хеллман, Марша Норман, Бет Хенлі, Еліс Чілдрес, Венді Вассерстайн, Нтоцаке Шанге, Наомі Воллас, Тіна Хау, Сьюзан Лорі-Паркс Ів Енслер та інші.